# Acuerdo de Límites (1926)
El Acuerdo de Límites de 1926 fue un acuerdo entre Portugal y España, firmado el 29 de junio de 1926 en Lisboa.
Esta disposición tenía por objetivo que las personas que viviesen en las zonas fronterizas de ambos países, desde la confluencia del río Cuncos en el río Guadiana hasta la propia desembocadura de este en el mar, disfrutasen de los mismos beneficios que gozaban las de los territorios cubiertos por el Tratado de 29 de septiembre de 1864, definiendo de una manera clara y positiva tanto la línea de frontera, que aún no estaba demarcada, como los derechos de los pueblos vecinos.